# 全叶香科科
全叶香科科（学名：Teucrium integrifolium），为唇形科香科科属下的一个植物种。